# Ньюкірк (Нью-Мексико)
Ньюкірк (англ. Newkirk) — переписна місцевість (CDP) в США, в окрузі Гвадалупе штату Нью-Мексико. Населення — 8 осіб (2020).

## Географія
Ньюкірк розташований за координатами 35°3′49″ пн. ш. 104°16′17″ зх. д. / 35.06361° пн. ш. 104.27139° зх. д. (35.063517, -104.271496).  За даними Бюро перепису населення США в 2010 році переписна місцевість мала площу 2,82 км², уся площа — суходіл.

## Демографія
Згідно з переписом 2010 року, у переписній місцевості мешкало 7 осіб у 5 домогосподарствах у складі 2 родин. Густота населення становила 2 особи/км².  Було 11 помешкання (4/км²).
Расовий склад населення:
| - 100,0 % — білих |

До двох чи більше рас належало 0,0 %. Частка іспаномовних становила 28,6 % від усіх жителів.
За віковим діапазоном населення розподілялося таким чином: 0,0 % — особи молодші 18 років, 28,6 % — особи у віці 18—64 років, 71,4 % — особи у віці 65 років та старші. Медіана віку мешканця становила 71,5 року. На 100 осіб жіночої статі у переписній місцевості припадало 250,0 чоловіків;  на 100 жінок у віці від 18 років та старших — 250,0 чоловіків також старших 18 років.

Цивільне працевлаштоване населення становило 0 осіб. 